# Танвір Дар
Танвір Дар (4 червня 1947 — 11 лютого 1998) — пакистанський хокеїст на траві.
Олімпійський чемпіон 1968 року.
Переможець Азійських ігор 1970 року.
Чемпіон світу 1971 року.